# Удалрих фон Харах
Удалрих (Улрих) фон Харах (на немски: Udalrich (Ulrich) von Harrach; † 1401) е благородник от бохемския и австрийски род Харах в Австрия и господар на Отен. Прародител е на фрайхерен/бароните и графовете фон „Харах-Рорау“.

## Биография
Той е син на Теодорих/Теодерих (Дитрих) фон Харах († 1336) и първата му съпруга Кунигунда. Баща му се жени втори път (пр. 1337) за Елизабет фон Хумбрехтсрид. Внук е на рицар Бохоник фон Харах.
Брат е на Паул фон Харах († 23 юли 1377), епископ на Гурк в Каринтия (1352 – 1359) и княжески епископ на Фрайзинг в Бавария (1359 – 1377). Родът е издигнат на фрайхер през 1550 г. и през 1627 г. на имперски графове.

## Фамилия
Първи брак: Удалрих фон Харах се жени за Доротеа Швандтнер. Те имат три сина:
- Албрехт фон Харах († сл. 1390)
- Бениш фон Харах († сл. 1390), женен за Агнес Тумбрицер
- Бернхард фон Харах († 21 август 1433), женен I. за Доротеа фон Фолкра, II. за Урсула Крумпахер. От първия брак е баща на:
  - Ханс фон Харах († 17 юни 1480), господар на Гогич; баща на:
    - Фридрих фон Харах († 1486), господар на Готцкотц-Харахер

  - Леонхард I фон Харах († 8 януари 1461), хауптман на Каринтия; баща на:
    - Леонхард II фон Харах († 1513), господар на Пухенщайн, Лабег и Рабенщайн, управител на Щирия; баща на:
      - Леонхард III фон Харах (* 1481; † 2 декември 1527), господар на Рорау, съветник в Грац, управител на Щирия

Втори брак: през 1357 г. се жени за Юлиана Грубер фон Аленщайн и няма деца с нея.